# Luciano Suriani
Luciano Suriani (* 11. ledna 1957, Atessa) je italský římskokatolický arcibiskup a apoštolský nuncius.

## Životopis
Narodil se 11. ledna 1957 v Atesse. Na kněze byl vysvěcen 5. srpna 1981 arcibiskupem Vincenzem Fagiolou, a byl inkardinován do diecéze Chieti-Vasto. Na Papežské církevní akademii získal doktorát z kanonického práva.
Dne 1. června 1990 vstoupil do diplomatických služeb Svatého stolce. Pracoval na nunciaturách v Pobřeží slonoviny, Švýcarsku, Itálii a ve Státním sekretariátu v Sekci pro vztahy se státy.
Kromě své rodné italštiny ovládá také španělštinu, francouzštinu a angličtinu.
Dne 22. února 2008 jej papež Benedikt XVI. jmenoval apoštolským nunciem v Bolívii a současně titulárním arcibiskupem amiternským. Biskupské svěcení přijal 26. dubna 2008 z rukou kardinála Tarcisia Bertoneho a spolusvětiteli byli kardinál Jean-Louis Tauran a arcibiskup Bruno Forte.
Po devíti měsících ze zdravotních důvodů rezignoval na funkci nuncia. Vysoká nadmořská výška zapříčinila tyto zdravotní problémy; plicní edém a mozkový edém.
Dne 24. září 2009 byl ustanoven delegátem pro papežskou reprezentaci Státního sekretariátu.
Dne 7. prosince 2015 byl jmenován apoštolským nunciem v Srbsku. Od 13. května 2022 je nunciem v Bulharsku a 21. května se stal také nunciem v Severní Makedonii.